# Isoxazole
L'isoxazole est un composé de la famille des azoles dont le cycle comporte un atome d'oxygène à côté de celui d'azote. C'est aussi le composé parent des dérivés qui contiennent au moins ce type d'hétérocycle.
Les isoxazoles sont présents dans certaines substances, comme l'acide iboténique. Les isoxazoles sont aussi la base de plusieurs médicaments tels que le valdécoxib ou la cloxacilline et l'oxacilline.